# دورا فينش
دورا فينش (بالإنجليزية: Dora Finch) (1877 – 1943) كانت ممرضة بريطانية بارزة، شغلت منصب كبيرة الممرضات (ماترون) في مستشفى كلية الجامعة في لندن لمدة 21 عامًا، وساهمت بدور فعال في تطوير مهنة التمريض في المملكة المتحدة خلال أوائل القرن العشرين.

## مسيرتها المهنية
بدأت فينش مسيرتها في التمريض في أواخر القرن التاسع عشر، وتدرجت في المناصب حتى أصبحت كبيرة الممرضات في واحد من أهم المستشفيات التعليمية في لندن، وهو مستشفى كلية الجامعة. وامتدت فترة خدمتها في هذا المنصب لأكثر من عقدين، ساهمت خلالها في تطوير برامج تدريب الممرضات وتحسين ممارسات الرعاية الصحية داخل المستشفى.

## الإسهامات في مهنة التمريض
عُرفت فينش بنشاطها في الحركات المهنية التي دعت إلى الاعتراف بالتمريض كمهنة مستقلة ذات معايير علمية ومهنية واضحة. كانت من الداعمات البارزات لتأسيس مجلس التمريض العام، وساهمت في صياغة اللوائح المتعلقة بالتعليم المهني للممرضات، كما شاركت في مؤتمرات وطنية تناولت أخلاقيات المهنة وتطوير التدريب السريري.

## الجوائز والتكريم
تقديرًا لخدمتها الطويلة والمتميزة، مُنحت دورا فينش وسام الملكة فيكتوريا الملكي للتمريض (RRC)، وهو من أعلى الأوسمة التي تُمنح للممرضين في بريطانيا.

## وفاتها
توفيت دورا فينش في عام 1943، وقد تركت إرثًا مهنيًا كبيرًا في تطوير الرعاية التمريضية والتعليم الصحي في بريطانيا، ولا تزال تُذكر بوصفها واحدة من رائدات المهنة في تاريخها الحديث.